# Акне
Акне́ (от др.-греч. ἀκμή — остриё, разгар, расцвет), или угри — это длительное воспалительное состояние кожи, возникающее при закупоривании кожным салом волосяного фолликула.
Типичными признаками этого состояния являются комедоны, пустулы, жирная кожа, возможно образование рубцов. В первую очередь заболевание поражает кожу с относительно большим количеством сальных желез, включая лицо, верхнюю часть груди и спины. В результате проявлений заболевания может привести к беспокойству, снижению самооценки и, в крайних случаях, депрессии или мысли о самоубийстве, в особенности у подростков.
В 80 % случаев основной причиной появления акне является генетика. Роль диеты и курения неясна, и ни чистота, ни воздействие солнечного света, по мнению специалистов, не играют роли. У обоих полов гормоны из группы андрогенов, по-видимому, являются частью основного механизма, вызывая повышенную выработку кожного сала. Другим распространённым фактором является чрезмерный рост бактерий Cutibacterium acnes, которые присутствуют на коже.
Существуют методы лечения акне, включающие изменение образа жизни, медикаменты и медицинские процедуры. Может помочь сокращение потребления простых углеводов, таких как сахар. Обычно используются препараты, наносимые непосредственно на поражённую кожу, такие как азелаиновая кислота, бензоилпероксид и салициловая кислота. Антибиотики и ретиноиды доступны в формах препаратов, которые наносятся на кожу и принимаются внутрь для лечения акне. Однако, в результате антибиотикотерапии может развиться устойчивость к антибиотикам. Существует несколько типов оральных контрацептивов, которые помогают женщинам в борьбе с акне. Как правило, медицинские работники прибегают к назначению изотретиноина лишь для лечения тяжёлых форм акне из-за потенциально более высокого риска возникновения побочных эффектов. Часть медицинского сообщества рекомендует раннее и более интенсивное лечение акне, чтобы уменьшить общее долгосрочное воздействие на людей.
В 2015 году в мире было около 633 миллионов человек с акне, что сделало его восьмым наиболее распространённым заболеванием в мире. Акне обычно встречается в подростковом возрасте и поражает примерно 80-90 % подростков в западном мире. Некоторые сельские общества сообщают о более низких показателях заболеваемости акне. Дети и взрослые могут заболеть до и после полового созревания. Хотя акне становится менее распространённым среди людей во взрослом возрасте, оно сохраняется почти у половины заболевших людей в возрасте от двадцати до тридцати лет, и у небольшой части сохраняется в возрасте после сорока лет.

## Классификация акне
Степень тяжести акне определяется для выбора подходящей схемы лечения и может быть классифицирована как лёгкая, умеренная или тяжёлая. Не существует общепринятой шкалы для оценки тяжести акне. Наличие забитых кожных фолликулов (известных как комедоны) с единичными воспалительными поражениями, ограниченными по области распространения лицом, классифицируется как лёгкая форма акне. Считается, что акне средней степени тяжести является состояние, когда на лице и туловище возникает большее, по сравнению с лёгкой формой, количество воспалительных папул и пустул. Форма акне считается тяжёлой, когда характерно наличие узелков (болезненные «шишки» под кожей) в сочетании с обширным поражением лица и туловища.
Большие узелки ранее назывались кистами. Термин узловато-кистозное использовался в медицинской литературе для описания тяжёлых случаев воспалительного акне. Истинные кисты редки среди тех, у кого есть акне, и термин тяжёлая узловая форма в настоящее время является более предпочтительным.
Аcnе inversa (L. invertō, «вверх ногами») и аcnе rosacea (rosa, «розового цвета» + -āceus, «формирующий») не являются формами акне и являются альтернативными названиями, которые соответственно относятся к кожным заболеваниям hidradenitis suppurativa(HS) и розацеа. Несмотря на то, что HS разделяет некоторые общие черты с обыкновенным акне, такие как склонность забивать кожные фолликулы клеточными остатками кожи, в любом случае в этом состоянии отсутствуют характерные признаки акне, и поэтому оно считается отдельным кожным заболеванием.

## Признаки и симптомы
Типичные признаки акне включают повышенную секрецию кожного сала, микрокомедоны, комедоны, папулы, узелки (большие папулы), пустулы и часто образование рубцов. Внешний вид акне зависит от цвета кожи. Акне может привести к психологическим и социальным проблемам.

### Рубцы
Рубцы после акне вызваны воспалением в дерме и, согласно статистике, затрагивают 95 % людей с акне. Аномальное заживление и кожное воспаление создают рубец. Рубцевание, наиболее вероятно, произойдёт при тяжёлой форме, но может произойти и при любой другой форме акне. Рубцы после акне классифицируются на основании того, приводит ли ненормальное заживление после кожного воспаления к избыточному отложению коллагена или его потере в месте поражения акне.
Атрофические рубцы после акне утратили коллаген из-за реакции заживления и являются наиболее распространённым типом рубцов после акне (на их долю приходится около 75 % всех рубцов после акне). Ice-pick рубцы, boxcar рубцы и rolling рубцы — это подтипы атрофических рубцов после акне. Boxcar рубцы — это круглые или яйцевидные рубцы с резкими границами, размер которых варьирует от 1,5 до 4 мм в поперечнике. Ice-pick рубцы узкие (менее 2 мм в поперечнике), глубокие рубцы, которые простираются в дерму. Rolling рубцы шире, чем ice-pick и boxcar (4-5 мм в поперечнике) и имеют волнообразный рисунок глубины на коже.
Гипертрофические рубцы редки и характеризуются повышенным содержанием коллагена после аномальной реакции заживления. Они описаны как твёрдые и приподнятые над кожей. Гипертрофические рубцы остаются в пределах первоначальных краев раны, тогда как келоидные рубцы могут образовывать рубцовую ткань за пределами этих границ. Келоидные рубцы после акне чаще встречаются у мужчин и людей с более тёмной кожей и обычно возникают на туловище.

### Пигментация
Обычно, после того как воспаленное очаговое поражение акне проходит, кожа темнеет в этой области, это явление известно как поствоспалительная гиперпигментация (ПВГ). Воспаление стимулирует деятельность пигментных клеток кожи (известных как меланоциты) для выработки большего количества пигмента меланина, что приводит к потемнению кожи. ПВГ встречается чаще у людей с более тёмным цветом кожи. Пигментированный рубец — это общий термин, используемый для обозначения ПВГ, но он вводит в заблуждение, поскольку предполагает, что изменение цвета является постоянным. Часто, ПВГ можно предотвратить, избегая любого обострения акне и она может исчезнуть со временем. Однако, неконтролируемая ПВГ может длиться месяцами, годами или даже быть постоянной, если затронуты более глубокие слои кожи. Даже минимальное воздействие солнечных лучей на кожу может поддерживать гиперпигментацию. Ежедневное использование солнцезащитного крема SPF 15 или выше может минимизировать такой риск.

## Причины
Факторы риска развития акне, кроме генетики, не были окончательно идентифицированы. Возможными вторичными факторами являются гормоны, инфекции, диета и стресс. Исследования, изучающие влияние курения на частоту и тяжесть акне, были неубедительными. Солнечный свет и чистота не связаны с акне.

### Гены
Акне, кажется, имеет сильную связь с наследственностью; генетика объясняет 81 % вариаций в популяции. Исследования, проведённые на больных близнецах и родственниках первой степени, также демонстрируют сильно наследственную природу акне. Восприимчивость к акне, вероятно, обусловлена влиянием множества генов, так как болезнь не следует классическому (менделевскому) типу наследования. Эти гены-кандидаты включают в себя, среди прочего, определённые вариации в генах фактора некроза опухоли (ФНО-альфа), IL-1 альфа и CYP1A1. Вариация 308 G/A однонуклеотидного полиморфизма в гене ФНО связана с повышенным риском развития акне. Акне может быть признаком редких генетических заболеваний, таких как синдром Аперта. Тяжёлая форма акне может быть связана с синдромом XYY.

### Гормоны
Гормональная активность, возникающая во время менструального цикла и полового созревания, может способствовать формированию акне. В период полового созревания увеличение половых гормонов, называемых андрогенами, приводит к увеличению размеров сальных желез и образованию более жирного кожного сала. Андрогенные гормоны тестостерон, дигидротестостерон (ДГТ) и дегидроэпиандростерон (ДГЭА) — все они связаны с акне. Высокие уровни гормона роста (ГР) и инсулиноподобного фактора роста 1 (ИФР-1) также связаны с ухудшением состояния акне. Как андрогены, так и ИФР-1, по-видимому, необходимы для возникновения акне, поскольку акне не развиваются у людей с синдромом полной нечувствительности к андрогенам (СПНкА) или синдромом Ларона (нечувствительность к ГР, что приводит к очень низким уровням ИФР-1).
Медицинские патологии, которые обычно вызывают состояние с высоким уровнем андрогенов, такие как синдром поликистозных яичников, врождённая гиперплазия коры надпочечников и андроген-секретирующие опухоли, также могут спровоцировать появление акне. И наоборот, люди, которые испытывают недостаток в андрогенных гормонах или нечувствительны к воздействию андрогенов, редко имеют акне. Беременность может повышать уровень андрогенов и, следовательно, синтез кожного сала. Акне может быть побочным эффектом заместительной терапии тестостероном или использования анаболических стероидов. Добавки для бодибилдеров и биологически активные добавки, которые отпускаются без рецепта, часто содержат незаконно добавленные анаболические стероиды.

### Инфекции
Анаэробный вид бактерий Cutibacterium acnes (ранее Propionibacterium acnes) способствует развитию акне, но его точная роль не совсем понятна. Существуют специфические суб-штаммы C. acnes, связанные с нормальной кожей и другие с умеренными или тяжёлыми воспалительными формами акне. Неясно, развиваются ли эти нежелательные штаммы на месте или приобретаются, или, возможно, оба в зависимости от человека. Эти штаммы обладают способностью изменяться, сохранять активность или приспосабливаться к ненормальному циклу воспаления, синтезу жира и неадекватному отслоению мёртвых клеток кожи, поражённой акне. Заражение паразитарным клещом Demodex не связано с развитием акне, как считалось ранее. Этот клещ есть на коже всех людей, это патогенно-условная форма, и неясно, увеличение его количества вызывает акне, или акне вызывает рост популяции клещей.

### Диета
Диеты с высокой гликемической нагрузкой оказывают различное влияние на тяжесть течения акне. Многочисленные рандомизированные контролируемые исследования и нерандомизированные исследования показали, что диета с более низкой гликемической нагрузкой эффективна для уменьшения акне. Имеются слабые данные наблюдений, свидетельствующие о том, что потребление молока (молочных продуктов) положительно связано с более высокой частотой и тяжестью акне. Молоко содержит сывороточный белок и гормоны, такие как бычий ИФР-1, и прекурсоры дигидротестостерона. Исследования показывают, что эти компоненты усиливают действие инсулина и ИФР-1 и тем самым увеличивают выработку андрогенных гормонов, кожного сала и способствуют образованию комедонов. Имеющиеся данные не подтверждают связь между употреблением шоколада или соли и тяжестью акне. Несколько исследований изучали связь между ожирением и акне. Витамин B12 может вызвать кожные воспаления, сходные с акне (угревая сыпь), или ухудшать существующее акне при приёме в дозах, превышающих рекомендуемую суточную дозу.

### Стресс
Есть несколько качественных исследований, которые продемонстрировали, что стресс вызывает или ухудшает акне. Несмотря на противоречивость, некоторые исследования показывают, что увеличение тяжести акне связано с высоким уровнем стресса в определённых условиях, таких как гормональные изменения, наблюдаемые при предменструальном синдроме.

### Прочие
Механическая обструкция кожных фолликулов из-за ношения шлемов или ремешков на подбородке может ухудшить существующее акне. Ряд лекарственных препаратов может также ухудшить уже существующее акне. Примеры таких лекарств включают литий, гидантоин, изониазид, глюкокортикоиды, иодиды, бромиды и тестостерон.

## Патофизиология

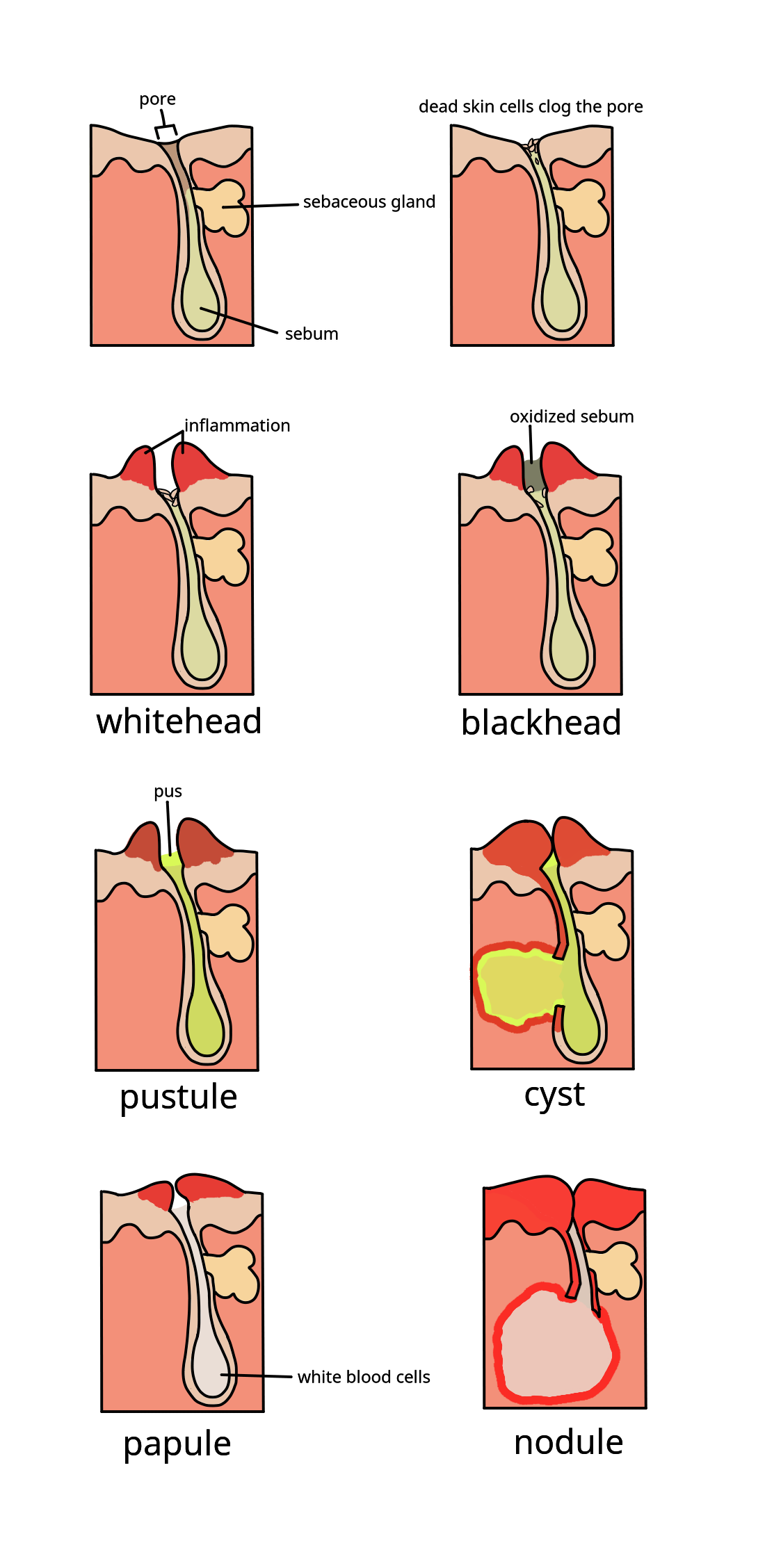
Упрощённое изображение образования комедонов акне.

Акне — это хроническое кожное заболевание пилозо-сального аппарата, развивающееся вследствие закупорки волосяных фолликулов кожи. Эти закупорки возникают в результате следующих четырёх аномальных процессов: увеличение производства кожного сала (под влиянием андрогенов), чрезмерного отложения белка кератина, приводящее к образованию комедонов, колонизация фолликула бактериями Cutibacterium acnes (C. acnes) и местное выделение провоспалительных химических веществ в коже.
Самым ранним патологическим изменением является образование пробки (микрокомедона), которое в основном обусловлено чрезмерным ростом, размножением и накоплением клеток кожи в волосяном фолликуле. В здоровой коже отмершие клетки кожи выходят из поры волосяного фолликула на поверхность. У людей с акне увеличение выработки жирного кожного сала приводит к слипанию мёртвых клеток кожи. Накопление мёртвых клеток кожи и жирного кожного сала блокирует поры волосяного фолликула, образуя микрокомедон. Биоплёнка C. acnes в волосяном фолликуле ухудшает течение этого процесса. Если микрокомедон является поверхностным внутри волосяного фолликула, пигмент кожи меланин подвергается воздействию воздуха, что приводит к его окислению и появлению тёмного цвета (известного как угорь или открытый комедон). Напротив, если микрокомедон образуется глубоко внутри волосяного фолликула, это вызывает образование милиума (известного как закрытый комедон).

Основным гормональным фактором выработки жирного кожного сала в коже является дигидротестостерон. Другим андрогенным гормоном, ответственным за повышение активности сальных желез, является ДЭАС. Надпочечники выделяют большее количество ДЭАС во время адренархе (стадия полового созревания), и это приводит к увеличению выработки кожного сала. На коже с излишком кожного сала естественная для данной среды и в основном комменсальная кожная бактерия C. acnes легко растёт и может вызывать воспаление внутри и вокруг фолликула за счёт активации врождённого иммунитета. C. acnes вызывает воспаление кожи при акне, увеличивая выработку нескольких провоспалительных химических сигналов (таких как IL-1α, IL-8, ФНО-α и ЛТВ4); IL-1α необходим для образования комедонов. 

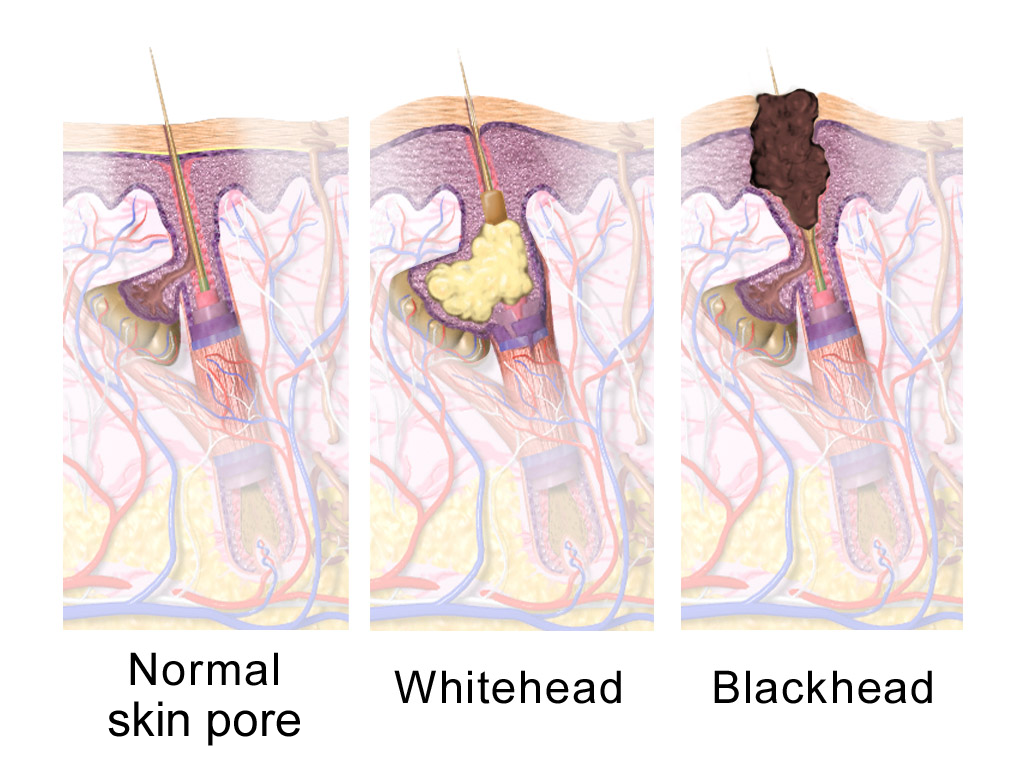
Анатомия волосяного фолликула, демонстрирующая здоровый волосяной фолликул (на фото слева), белые угри или закрытый комедон (средний рисунок) и чёрные точки или открытый комедон (на фото справа)

Способность C. acnes связывать и активировать класс рецепторов иммунной системы, известных как toll-подобные рецепторы (TLR), особенно TLR2 и TLR4, является основным механизмом воспаления кожи, связанного с акне. Активация TLR2 и TLR4, вызванная C. acnes, приводит к повышенной секреции IL-1α, IL-8 и ФНО-α. Высвобождение этих воспалительных сигналов привлекает к волосяному фолликулу различные иммунные клетки, включая нейтрофилы, макрофаги и клетки Th1. IL-1α стимулирует повышенную активность и репродукцию клеток кожи, что, в свою очередь, способствует развитию комедонов. Кроме того, клетки сальной железы продуцируют больше антимикробных пептидов, таких как HBD1 и HBD2, в ответ на связывание TLR2 и TLR4.

C. acnes также провоцирует воспаление кожи, изменяя жировой состав кожного сала. Окисление липидного сквалена, вызванное C. acnes, имеет особое значение. Окисление сквалена активирует NF-κB (белковый комплекс) и, следовательно, повышает уровень IL-1α. Кроме того, окисление сквалена повышает активность фермента 5-липоксигеназы, которая катализирует превращение арахидоновой кислоты в лейкотриен B4 (ЛТВ4). ЛТВ4 способствует воспалению кожи, воздействуя на активируемый пролифератором пероксисом альфа-рецептор белка (PPARα). PPARα повышает активность белка-активатора 1 (AP-1) и NF-κB, тем самым приводя к рекрутированию воспалительных Т-клеток. Способность C. acnes превращать триглицериды кожного сала в провоспалительные свободные жирные кислоты посредством секреции фермента липазы дополнительно объясняет её воспалительные свойства. Эти свободные жирные кислоты стимулируют увеличение продукции кателицидина, HBD1 и HBD2, что приводит к дальнейшему воспалению. 

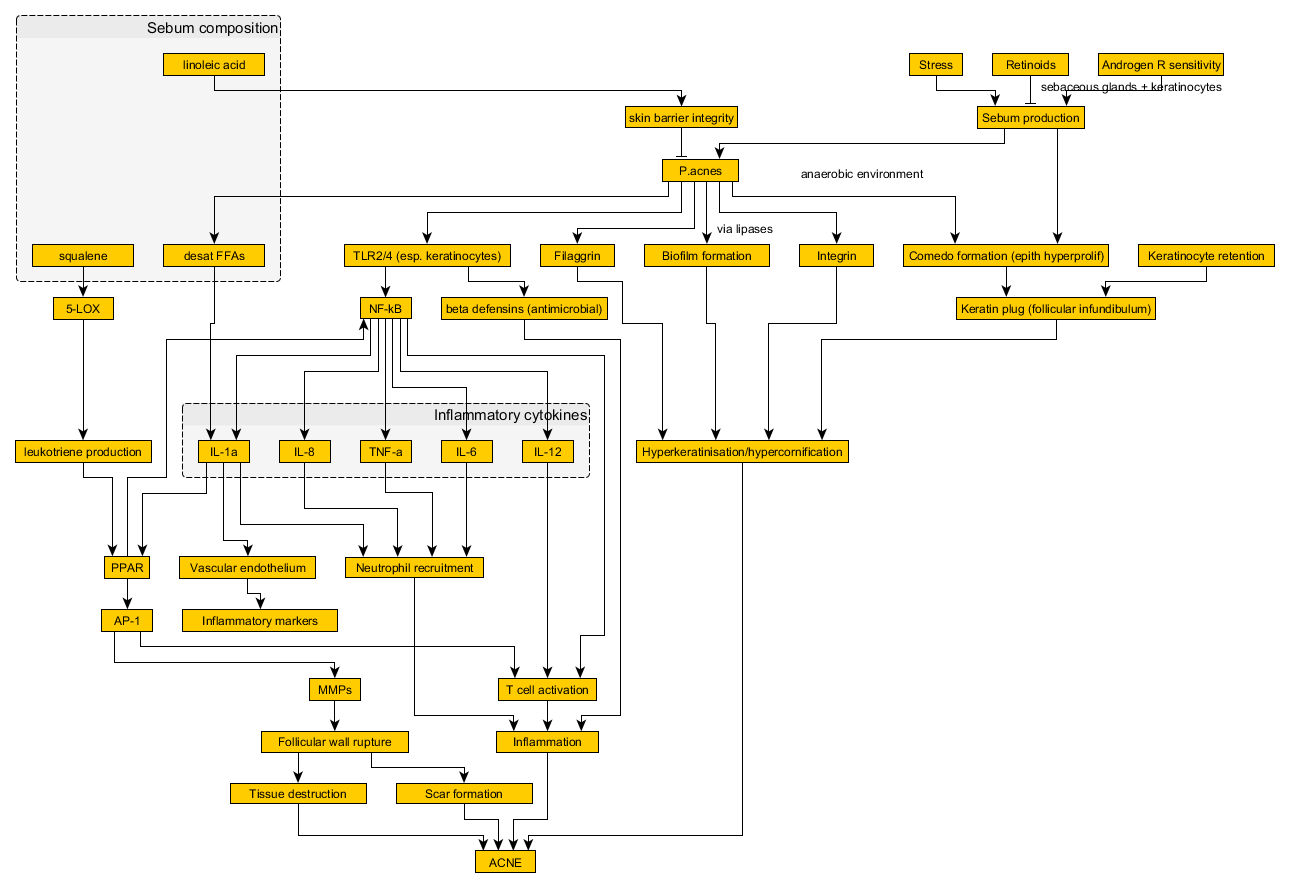
Блок-схема патологической последовательности событий, приводящих к акне

Этот каскад воспаления обычно приводит к образованию воспалительных поражений акне, включая папулы, инфицированные пустулы или узелки. Если воспалительная реакция тяжёлая, фолликул может прорываться в более глубокие слои дермы и подкожной ткани и вызывать образование глубоких узелков. Участие АР-1 в вышеупомянутом воспалительном каскаде активирует матриксные металлопротеиназы, которые способствуют локальному разрушению тканей и образованию рубцов.

## Диагностика
Вульгарные угри диагностируются на основании клинического заключения врача. Обследование человека с подозрением на акне должно включать подробный анамнез, касающийся семейного анамнеза акне, обзор принимаемых лекарств, признаков или симптомов чрезмерной выработки андрогенных гормонов, кортизола и гормона роста. Для диагностики акне обязательно должны присутствовать комедоны (чёрные и белые точки). При их отсутствии, внешний вид, похожий на акне, указывает на другое кожное заболевание. Микрокомедоны (предшественники черных и белых точек) не видны невооруженным глазом при осмотре кожи, и для их просмотра требуется микроскоп. Многие особенности могут указывать на то, что вульгарные угри человека чувствительны к гормональным воздействиям. Исторические и физические данные, которые могут указывать на наличие гормоночувствительного акне, включают возраст от 20 до 30 лет; ухудшение за неделю до менструации у женщины; поражения акне преимущественно на линии нижней челюсти и подбородка; и воспалительные/узловые поражения акне.
Существует несколько шкал для оценки степени тяжести вульгарных угрей, но по-прежнему существуют разногласия относительно того, какая шкала лучше всего подходит для диагностики. Шкала оценки акне Кука использует фотографии для оценки степени тяжести от 0 до 8, причем более высокие показатели числа обозначают более серьезное акне. Эта шкала была первой, в которой использовался стандартизованный фотографический протокол для оценки степени тяжести акне; с момента создания в 1979 году шкала претерпела несколько изменений. Методика классификации акне Leeds учитывает поражения акне на лице, спине и груди и классифицирует их как воспалительные или невоспалительные. Баллы Leeds варьируются от 0 (наименее серьезное) до 10 (наиболее серьезное), хотя по модифицированным шкалам максимальный балл составляет 12. Шкала оценки акне Pillsbury классифицирует степень тяжести акне от 1 (наименее тяжелая) до 4 (наиболее серьезная).

### Дифференциальная диагностика
Многие кожные заболевания могут имитировать обыкновенное акне, и все они известны как угревые высыпания. Такие состояния включают, среди прочего, ангиофибромы, эпидермальные кисты, плоские бородавки, фолликулит, фолликулярный кератоз, милиумы, периоральный дерматит и розацеа. Возраст — один из факторов, который может помочь отличить эти расстройства. Кожные заболевания, такие как периоральный дерматит и фолликулярный кератоз, могут выглядеть как акне, но чаще возникают в детстве. Розацеа чаще встречается у пожилых людей. Покраснение лица, вызванное жарой, употреблением алкоголя или острой пищи, также больше указывает на розацеа. Наличие комедонов помогает медицинским специалистам отличать акне от кожных заболеваний, которые похожи по внешнему виду. Хлоракне, вызванное воздействием определенных химических веществ, может выглядеть очень похоже на обыкновенное акне.

## Лечение
Существует множество различных методов лечения акне. К ним относятся альфа-гидроксикислота, антиандрогенные препараты, антибиотики, антисеборейные препараты, азелаиновая кислота, бензоилпероксид, гормональные препараты, кератолитические мыла, никотинамид, ретиноиды и салициловая кислота. Методы лечения акне работают по крайней мере четырьмя различными способами, включая следующие: уменьшение воспаления, гормональные манипуляции, уничтожение C. acnes и нормализация отхождения клеток кожи и выработки кожного сала в порах для предотвращения закупорки. Типичные методы лечения включают местную терапию, такую как антибиотики, бензоилпероксид и ретиноиды, и системные методы лечения, включая антибиотики, гормональные средства и пероральные ретиноиды.
Для лечения акне рекомендуемые методы лечения включают топические ретиноиды, бензоилпероксид, а также местные или пероральные антибиотики. Такие процедуры, как световая терапия и лазерная терапия, не относятся к терапии первой линии и обычно играют лишь дополнительную роль из-за их высокой стоимости и ограниченных доказательств. Терапия синим светом имеет неясные преимущества. Лекарства от акне нацелены на ранние стадии образования комедонов и обычно неэффективны при видимых поражениях кожи; акне обычно начинает проходить через восемь-двенадцать недель после начала терапии.

### Уход за кожей
Как правило, людям с акне рекомендуется не мыть пораженную кожу более двух раз в день. Нанесение увлажняющего крема без отдушек на чувствительную и склонную к акне кожу может уменьшить раздражение. Раздражение кожи, вызванное лекарствами от акне, обычно достигает пика через две недели после начала использования и имеет тенденцию уменьшаться при продолжении использования. Дерматологи рекомендуют использовать косметические продукты, в которых указано, что они не вызывают комедонов, не содержат масел и не забивают поры.

### Диета
Дерматологи также рекомендуют диету с низким содержанием простых сахаров как метод борьбы с акне. По состоянию на 2014 год имеющихся доказательств недостаточно, чтобы рекомендовать ограничение употребления молока для лечения акне.

### Лекарства

#### Бензоилпероксид

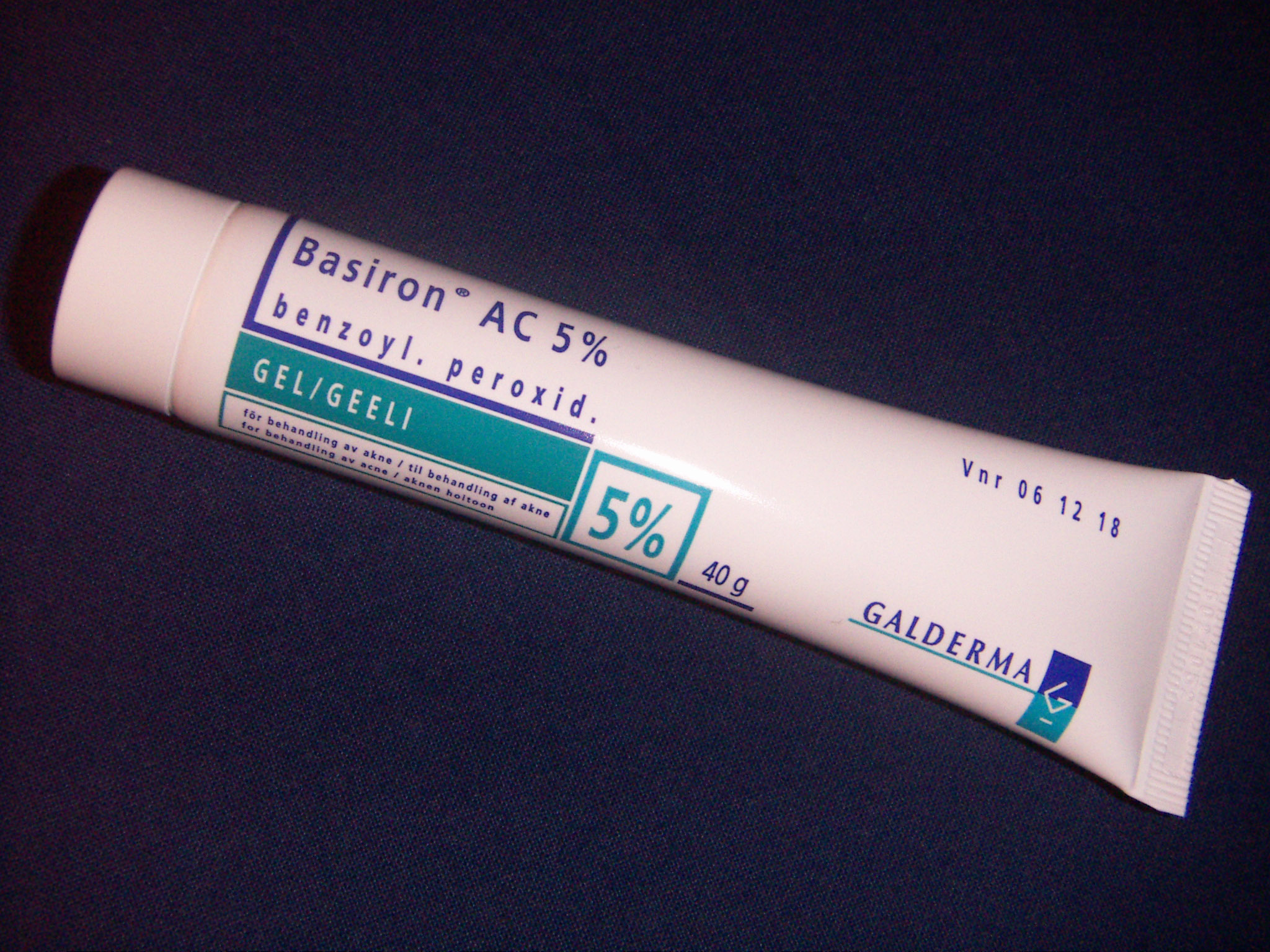
Крем с бензоилпероксидом — типичное средство для лечения акне

Бензоилпероксид (BPO) — это средство первой линии для лечения акне легкой и средней степени тяжести благодаря своей эффективности и легким побочным эффектам (в основном, раздражению кожи). В кожном фолликуле бензоилпероксид убивает C. acnes, окисляя их белки за счет образования свободных радикалов кислорода и бензойной кислоты. Эти свободные радикалы, вероятно, мешают метаболизму бактерий и их способности производить белки. Кроме того, бензоилпероксид умеренно эффективен для расщепления комедонов и подавления воспаления. В комбинированных продуктах используется бензоилпероксид с антибиотиком или ретиноидом местного применения, например бензоилпероксид/клиндамицин и бензоилпероксид/адапален соответственно. Местное применение бензоилпероксида эффективно при лечении акне.
Побочные эффекты включают повышенную светочувствительность кожи, сухость, покраснение и периодическое шелушение. Во время лечения часто рекомендуется использовать солнцезащитный крем, чтобы предотвратить солнечные ожоги. Более низкие концентрации бензоилпероксида так же эффективны при лечении акне, как и более высокие концентрации, но вызывают меньшее количество побочных эффектов. В отличие от антибиотиков, бензоилпероксид не вызывает устойчивости бактерий к антибиотикам.

#### Ретиноиды
Ретиноиды — это лекарства, которые уменьшают воспаление, нормализуют жизненный цикл клеток фолликула и снижают выработку кожного сала. Они структурно родственны витамину А. Исследования показывают, что дерматологи и врачи общей практики недооценивают их при акне. Ретиноиды, по-видимому, влияют на жизненный цикл клеток выстилки фолликула. Это помогает предотвратить накопление клеток кожи в волосяном фолликуле, которое может вызвать закупорку. Это средство первой линии от акне, особенно для людей с темной кожей. Ретиноиды известны тем, что приводят к более быстрому уменьшению поствоспалительной гиперпигментации.
Ретиноиды местного применения включают адапален, ретинол, тазаротен, трифаротен и третиноин. На первоначальном этапе они могут вызвать обострение акне и покраснение лица, а также могут вызвать значительное раздражение кожи. В целом ретиноиды повышают чувствительность кожи к солнечному свету, поэтому их рекомендуется использовать в ночное время. Третиноин является наименее дорогим из ретиноидов местного применения и вызывает наибольшее раздражение кожи, тогда как адапален является наименее раздражающим, но стоит значительно дороже. Большинство препаратов третиноина несовместимы для применения с бензоилпероксидом. Тазаротен — самый эффективный и дорогой ретиноид местного применения, но он не так хорошо переносится. Ретинол — это форма витамина А, который оказывает схожее, но более мягкое действие и присутствует во многих безрецептурных увлажняющих средствах и других продуктах для местного применения.
Изотретиноин — пероральный ретиноид, который очень эффективен при тяжёлых узловых акне и акне средней тяжести, которое трудно поддается другим методам лечения. Обычно достаточно одного-двух месяцев использования, чтобы увидеть улучшение. Акне часто полностью проходит или переходит в более легкую форме после 4-6-месячного курса перорального приема изотретиноина. После одного курса лечения около 80 % людей сообщают об улучшении, а более 50 % — о полной ремиссии. Около 20 % людей нуждаются в повторном курсе, но 80 % из них сообщают об улучшении, в результате чего кумулятивная эффективность составляет 96 %.
Есть опасения, что изотретиноин связан с побочными эффектами, такими как депрессия, суицидальность и анемия. Нет чётких доказательств, подтверждающих некоторые из этих утверждений. В некоторых исследованиях было обнаружено, что изотретиноин превосходит антибиотики или плацебо в уменьшении проявлений акне. Однако в обзоре 2018 года, в котором сравнивали воспалительные поражения после лечения антибиотиками или изотретиноином, не было обнаружено разницы. Частота нежелательных явлений была примерно в два раза выше при использовании изотретиноина, хотя в основном это были явления, связанные с сухостью. Окончательно не было обнаружено повышенного риска суицида или депрессии.
Медицинские органы строго регулируют использование изотретиноина женщинами детородного возраста из-за его известного вредного воздействия во время беременности. Чтобы такая женщина считалась кандидатом на изотретиноин, она должна пройти подтвержденный отрицательный тест на беременность и использовать эффективную форму контроля над рождаемостью. В 2008 году в США была запущена программа iPLEDGE для предотвращения использования изотретиноина во время беременности. iPledge требует, чтобы у женщины были два отрицательных теста на беременность и использовались два типа противозачаточных средств в течение как минимум одного месяца до начала терапии изотретиноином и одного месяца после. Эффективность программы iPledge является спорной из-за продолжающихся случаев несоблюдения режима контрацепции.

#### Антибиотики
Люди могут наносить антибиотики на кожу или принимать их внутрь для лечения акне. Они работают, убивая C. acnes и уменьшая воспаление. Несмотря на то, что многочисленные рекомендации призывают медицинских работников снизить количество назначаемых пероральных антибиотиков, многие работники не следуют этому руководству. Пероральные антибиотики остаются наиболее часто назначаемой системной терапией при акне. Широко распространенное чрезмерное использование антибиотиков широкого спектра действия при акне привело к более высокому уровню устойчивости к антибиотикам штаммов C. acnes во всем мире, особенно к широко используемым тетрациклиновым (например, доксициклину) и макролидным антибиотикам (например, эритромицину для местного применения). Поэтому дерматологи предпочитают антибиотики в составе комбинированной терапии, а не для использования в одиночку.
Обычно используемые антибиотики, наносимые на кожу или принимаемые перорально, включают клиндамицин, эритромицин, метронидазол, сульфацетамид и тетрациклины (например, доксициклин или миноциклин). Доксициклин 40 миллиграммов в день (низкие дозы), по-видимому, имеет эффективность, аналогичную эффективности 100 миллиграммов в день, и имеет меньше побочных эффектов со стороны желудочно-кишечного тракта. Однако низкие дозы доксициклина не одобрены FDA для лечения акне. Антибиотики, наносимые на кожу, обычно используются при акне легкой и средней степени тяжести. Пероральные антибиотики, как правило, более эффективны, чем местные антибиотики, и способствуют более быстрому разрешению воспалительных поражений акне, чем местные применения. Не рекомендуется одновременное применение местных и пероральных антибиотиков.
Пероральные антибиотики рекомендуются для использования не дольше трёх месяцев, поскольку курсы антибиотиков, превышающие эту продолжительность, связаны с развитием устойчивости к антибиотикам и не показывают явных преимуществ над курсами с более короткой продолжительностью. Если используются длительные пероральные антибиотики более трёх месяцев, рекомендуется одновременно использовать перекись бензоила или ретиноид, чтобы уменьшить риск развития резистентности C. acnes к антибиотикам.
Антибиотик дапсон эффективен против воспалительного акне при нанесении на кожу. Как правило, это не лучший выбор из-за более высокой стоимости и отсутствия явного превосходства над другими антибиотиками. Дапсон для местного применения иногда является предпочтительной терапией для женщин или людей с чувствительной или тёмной кожей. Не рекомендуется использовать с бензоилпероксидом из-за риска окрашивания кожи в жёлто-оранжевый цвет. Миноциклин — эффективное средство от акне, но он не является антибиотиком первой линии из-за отсутствия доказательств того, что он лучше других методов лечения, и опасений по поводу его безопасности по сравнению с другими тетрациклинами.
Сарециклин — новейший пероральный антибиотик, разработанный специально для лечения акне, и одобрен FDA для лечения воспалительного акне средней и тяжелой степени у пациентов в возрасте от девяти лет и старше. Это тетрациклиновый антибиотик узкого спектра действия, который проявляет необходимую антибактериальную активность против патогенов, связанных с акне, и низкую склонность к индуцированию устойчивости к антибиотикам. В клинических испытаниях сарециклин продемонстрировал клиническую эффективность в уменьшении воспалительных поражений акне уже через три недели и уменьшении акне туловища (спины и груди).

#### Гормональная терапия
У женщин использование комбинированных противозачаточных таблеток может уменьшить симптомы акне. Эти таблетки содержат эстроген и прогестоген. Они работают, уменьшая выработку андрогенных гормонов яичниками и уменьшая свободные и, следовательно, биологически активные фракции андрогенов, что приводит к снижению выработки кожного сала и, как следствие, уменьшению тяжести акне. Прогестогены первого поколения, такие как норэтиндрон и норгестрел, обладают андрогенными свойствами и могут усугублять акне. Хотя пероральные эстрогены в некоторых ситуациях снижают уровень ИФР-1, что теоретически может уменьшить симптомы акне, комбинированные противозачаточные таблетки, по-видимому, не влияют на уровень ИФР-1 у фертильных женщин. Противозачаточные таблетки, содержащие ципротерона ацетат, снижают уровень общего и свободного ИФР-1. Комбинации, содержащие прогестогены третьего или четвертого поколения, включая дезогестрел, диеногест, дроспиренон или норгестимат, а также противозачаточные таблетки, содержащие ацетат ципротерона или ацетат хлормадинона, предпочтительны для женщин с акне из-за их более сильного антиандрогенного действия. Исследования показали, что при приеме комбинированных противозачаточных таблеток выраженность акне уменьшается на 40-70 %. Обзор 2014 года показал, что пероральные антибиотики, по-видимому, несколько более эффективны, чем противозачаточные таблетки, в снижении количества воспалительных поражений акне через три месяца. Тем не менее, эти два метода лечения примерно равны по эффективности уменьшения количества воспалительных, невоспалительных и общих поражений акне через шесть месяцев использования. Авторы анализа предположили, что противозачаточные таблетки по сравнению с пероральными антибиотиками могут быть более предпочтительным средством лечения акне у некоторых женщин из-за аналогичной эффективности через шесть месяцев и отсутствия связанной с ними устойчивости к антибиотикам. Использование прогестаген-противозачаточных средств с использованием андрогенных прогестинов связано с обострением акне.
Антиандрогены, такие как ципротерона ацетат и спиронолактон, могут успешно лечить акне, особенно у женщин с признаками чрезмерной выработки андрогенов, такими как повышенная волосатость или продукция кожного сала, или облысение. Спиронолактон — эффективное средство от акне у взрослых женщин. В отличие от комбинированных противозачаточных таблеток, он не одобрен Управлением по санитарному надзору за качеством пищевых продуктов и медикаментов США для этой цели. Спиронолактон является антагонистом альдостерона и полезен при лечении угрей из-за его способности дополнительно блокировать рецепторы андрогенов при использовании в более высоких дозах. Сам по себе или в сочетании с противозачаточными таблетками спиронолактон снижает проявление акне у женщин на 33-85 %. Эффективность спиронолактона при акне зависит от дозы. Сообщается, что высокие дозы ципротерона ацетата уменьшают симптомы акне у женщин на 75-90 % в течение трех месяцев. Обычно его сочетают с эстрогеном, чтобы избежать нарушений менструального цикла и дефицита эстрогена. Лекарство, по-видимому, эффективно при лечении акне у мужчин, при этом одно исследование показало, что высокая доза снижает воспалительные поражения от акне на 73 %. Тем не менее, побочные эффекты спиронолактона и ципротерона ацетата у мужчин, такие как гинекомастия, сексуальная дисфункция и снижение минеральной плотности костей, обычно делают их использование при акне у мужчин непрактичным.
Беременные и кормящие женщины не должны использовать антиандрогены от акне из-за риска возникновения пороков развития, таких как гипоспадия и феминизация младенцев мужского пола. Женщины, ведущие половую жизнь и которые теоретически способны забеременеть, должны использовать эффективный метод контрацепции для предотвращения беременности при приёме антиандрогенов. По этой причине антиандрогены часто комбинируют с противозачаточными таблетками, что может дополнительно увеличить эффективность лечения. FDA добавило к спиронолактону особое предупреждение (в рамке) о возможных рисках развития опухолей, основанное на доклинических исследованиях с очень высокими дозами (>100-кратные клинические дозы), и предупредило, что следует избегать ненужного использования лекарства. Однако несколько крупных эпидемиологических исследований впоследствии не обнаружили повышенного риска развития опухолей у людей при приеме спиронолактона. И наоборот, была обнаружена сильная связь между ципротерона ацетатом и некоторыми опухолями головного мозга, и его использование было ограничено. Риск опухоли головного мозга при применении ципротерона ацетата обусловлен его сильным прогестагенным действием и не связан с антиандрогенной активностью или другими антиандрогенами.
Флутамид, чистый антагонист рецепторов андрогенов, эффективен при лечении акне у женщин. Похоже, что он уменьшает симптомы акне на 80-90 % даже в низких дозах, при этом несколько исследований показали полное избавление от акне. В одном исследовании флутамид уменьшил симптомы акне на 80 % в течение трёх месяцев, тогда как спиронолактон уменьшил симптомы только на 40 % за тот же период. В крупном долгосрочном исследовании 97 % женщин сообщили, что удовлетворены контролем над их акне с помощью флутамида. Несмотря на свою эффективность, флутамид может быть сильно токсичным для печени, и имели место случаи смерти женщин, принимавших даже низкие дозы препарата для лечения андрогензависимых состояний кожи и волос. Таким образом, использование флутамида от акне становится все более ограниченным, и утверждается, что дальнейшее использование флутамида для таких целей неэтично. Бикалутамид, чистый антагонист рецепторов андрогенов с тем же механизмом, что и флутамид, и с сопоставимой или превосходящей антиандрогенной эффективностью, но без такого же риска токсического воздействия на печень, является потенциальной альтернативой флутамиду при лечении андрогензависимых состояний кожи и волос у женщин.
Класкотерон — это антиандроген для местного применения, который продемонстрировал эффективность в лечении акне как у мужчин, так и у женщин и был одобрен для применения в 2020 г.. Он не показал системной абсорбции или связанных с ним антиандрогенных побочных эффектов. При прямом сравнении класкотерон показал большую эффективность, чем местный изотретиноин. Ингибиторы 5α-редуктазы, такие как финастерид и дутастерид, могут быть полезны для лечения акне как у мужчин, так и у женщин, но для этой цели они не прошли адекватную оценку. Более того, ингибиторы 5α-редуктазы обладают сильным потенциалом вызывать врожденные дефекты у младенцев мужского пола, что ограничивает их использование у женщин. Однако ингибиторы 5α-редуктазы часто используются для лечения чрезмерного роста волос на лице/теле у женщин и могут быть объединены с противозачаточными таблетками для предотвращения беременности. По состоянию на 2010 год нет доказательств, подтверждающих эффективность использование циметидина или кетоконазола для лечения акне.
Гормональные препараты от акне, такие как комбинированные противозачаточные таблетки и антиандрогены, могут считаться терапией первой линии при многих обстоятельствах, включая желаемое предупреждение беременности; известную или предполагаемую гиперандрогению; акне в зрелом возрасте; акне, которое обостряется перед менструацией; и при сопутствующей избыточной выработке кожного сала (себореи). Гормональная терапия эффективна от акне даже у женщин с нормальным уровнем андрогенов.

#### Азелаиновая кислота
Азелаиновая кислота эффективна при акне легкой и средней степени тяжести при местном применении в концентрации 20 %. Необходимо лечение два раза в день в течение шести месяцев, оно так же эффективно, как местное применение бензоилпероксида 5 %, изотретиноина 0,05 % и эритромицина 2 %. Азелаиновая кислота — эффективное средство от акне благодаря её способности уменьшать накопление клеток кожи в фолликуле, а также её антибактериальным и противовоспалительным свойствам. Обладает легким осветляющим эффектом за счет способности подавлять синтез меланина. Следовательно, он полезен при лечении акне у людей, которые также страдают от поствоспалительной гиперпигментации. Азелаиновая кислота может вызвать раздражение кожи. Она менее эффективна и более дорогая, чем ретиноиды. Азелаиновая кислота также приводила к худшему результату лечения по сравнению с бензоилпероксидом. По сравнению с третиноином, азелаиновая кислота либо слабо помогает, либо вовсе не помогает в лечении.

#### Салициловая кислота
Салициловая кислота — это бета-гидроксикислота для местного применения, которая останавливает размножение бактерий и обладает кератолитическими свойствами. Она менее эффективна, чем терапия ретиноидами. Салициловая кислота открывает закупоренные поры кожи и способствует удалению эпителиальных клеток кожи. Сухость кожи — наиболее часто встречающийся побочный эффект при местном применении, хотя у людей с более темным типом кожи может происходить потемнение кожи.

#### Прочие лекарства
Препараты никотинамида (амидной формы витамина B3) для местного и перорального применения являются альтернативными методами лечения. Сообщается, что никотинамид уменьшает акне благодаря своим противовоспалительным свойствам, способности подавлять выработку кожного сала и своим ранозаживляющим свойствам. Для лечения акне также предлагаются препараты цинка для местного и перорального применения; доказательства, подтверждающие их эффективность для этой цели, ограничены. Способность цинка уменьшать воспаление и выработку кожного сала, а также подавлять рост C. acnes — это предполагаемые механизмы лечения акне. Антигистаминные препараты могут облегчить симптомы у тех, кто уже принимает изотретиноин, благодаря своим противовоспалительным свойствам и способности подавлять выработку кожного сала.
При местном применении гидрохинон осветляет кожу за счет ингибирования тирозиназы, фермента, ответственного за преобразование аминокислоты тирозина в пигмент кожи меланин, и используется для лечения поствоспалительной гиперпигментации, связанной с акне. Вмешиваясь в выработку меланина в эпидермисе, гидрохинон приводит к меньшей гиперпигментации, поскольку потемневшие клетки кожи со временем естественным образом отшелушиваются. Улучшение состояния гиперпигментации кожи обычно наблюдается в течение шести месяцев при использовании дважды в день. Гидрохинон неэффективен при гиперпигментации, поражающей более глубокие слои кожи, такие как дерма. При использовании гидрохинона рекомендуется утром использовать солнцезащитный крем с SPF 15 или выше с повторным нанесением каждые два часа. Его нанесение только на пораженные участки снижает риск осветления цвета нормальной кожи, но может привести к временному образованию светлого кольца кожи вокруг гиперпигментированной области. Гидрохинон обычно хорошо переносится; побочные эффекты обычно легкие (например, раздражение кожи) и возникают при использовании концентрации выше рекомендованных 4 %. Большинство препаратов содержат консервант метабисульфит натрия, который был связан с редкими случаями аллергических реакций, включая анафилаксию и тяжелые обострения астмы у восприимчивых людей. В чрезвычайно редких случаях частое и неправильное применение высоких доз гидрохинона было связано с системным состоянием, известным как экзогенный охроноз (изменение цвета кожи и повреждение соединительной ткани из-за накопления гомогентизиновой кислоты).

#### Комбинированная терапия
Комбинированная терапия — одновременное использование лекарств разных классов, каждое с разным механизмом действия — оказалось более эффективным подходом к лечению акне, чем монотерапия. Совместное применение бензоилпероксида местно и антибиотиков более эффективно, чем применение одних только антибиотиков. Точно так же использование местного ретиноида с антибиотиком лечит акне быстрее, чем использование только антибиотиков. Часто используемые комбинации включают следующее: антибиотик и бензоилпероксид, антибиотик и ретиноид для местного применения или ретиноид для местного применения и бензоилпероксид. Дерматологи обычно предпочитают сочетание бензоилпероксида с ретиноидом, а не сочетание местного антибиотика с ретиноидом. Обе схемы эффективны, но бензоилпероксид не вызывает устойчивости к антибиотикам.

### Беременность
Хотя активность сальных желез в коже увеличивается на поздних сроках беременности, достоверная связь между ухудшением акне и беременностью не была выявлена. В целом, препараты для местного применения считаются терапией первой линии для лечения акне во время беременности, поскольку они слабо всасываются в организм и поэтому вряд ли повредят развивающемуся плоду. Настоятельно рекомендуемые методы лечения включают местно применяемый бензоилпероксид (категория беременности C) и азелаиновая кислота (категория B). Салициловая кислота имеет рейтинг безопасности категории C из-за более высокой системной абсорбции (9-25 %) и связи между использованием противовоспалительных препаратов в третьем триместре и неблагоприятными эффектами для развивающегося плода, включая слишком мало околоплодных вод в матке и раннее закрытие артериального протока младенцев. Продолжительное использование салициловой кислоты на значительных участках кожи или под окклюзионными (герметичными) повязками не рекомендуется, поскольку такой метод увеличивает системную абсорбцию и потенциально может нанести вред плоду. Третиноин (категория C) и адапален (категория C) всасываются очень слабо, но некоторые исследования предполагают появление тератогенных эффектов в первом триместре. Данные, изучающие связь между местным воздействием ретиноидов на мать в первом триместре беременности и неблагоприятными исходами беременности, ограничены. Систематический обзор наблюдательных исследований показал, что такое воздействие, по-видимому, не увеличивает риск серьезных врожденных дефектов, выкидышей, мертворождений, преждевременных родов или низкого веса при рождении. Аналогичным образом, в исследованиях, посвященных изучению воздействия местных ретиноидов во время беременности, вреда для плода во втором и третьем триместрах не выявлено. Тем не менее, поскольку не исключены редкие случаи, при которых применение местных ретиноидов может нанести вред, их не рекомендуется использовать во время беременности из-за постоянных опасений по поводу безопасности. Ретиноиды, противопоказанные для использования во время беременности, включают местный ретиноид тазаротен и пероральные ретиноиды изотретиноин и ацитретин (все категории X). Спиронолактон относительно противопоказан для использования во время беременности из-за его антиандрогенного действия. Финастерид не рекомендуется, так как он обладает сильным тератогенным действием.
Местные антибиотики, которые считаются безопасными во время беременности, включают клиндамицин, эритромицин и метронидазол (все категории B) из-за незначительной системной абсорбции. Надифлоксацин и дапсон (категория C) — местные антибиотики, которые также могут использоваться для лечения акне у беременных женщин, но они менее изучены. О побочных эффектах для плода от местного применения дапсона данные получены не были. Женщины детородного возраста должны использовать эффективные противозачаточные средства. Пероральные антибиотики, которые считаются безопасными во время беременности (все категории B), включают азитромицин, цефалоспорины и пенициллины. Тетрациклины (категория D) противопоказаны во время беременности, так как они, как известно, откладываются в зубах развивающегося плода, что приводит к окрашиванию в жёлтый цвет и истончению зубной эмали. Их использование во время беременности было связано с развитием острой жировой дистрофии печени, и по этой причине их больше не назначают.

### Процедуры
Существуют ограниченные данные, поддерживающие назначение процедуры по удалению комедонов, но это вариант для тех случаев, когда стандартное лечение не помогает. Еще одна процедура для немедленного облегчения состояния — введение кортикостероидов в воспаленный комедон. Электрокаутеризация и электрофульгурация — эффективные альтернативные методы лечения комедонов.
Световая терапия — это метод лечения, в котором используется свет определенной длины волны на участок кожи, пораженной акне. Используется как обычный, так и лазерный свет. Доказательства эффективности использования световой терапии для лечения акне, слабы и неубедительны. Различные виды светотерапии приносят краткосрочную пользу, но данных о долгосрочных результатах и результатах у пациентов с тяжелой формой акне мало; это может иметь значение для людей, чьё акне устойчиво к лекарствам местного действия. Мета-анализ 2016 года не смог сделать вывод о продолжительности эффекта светотерапий и были ли светотерапии более эффективны, чем плацебо или отсутствие лечения.
Фотодинамическая терапия (ФДТ) имеет наиболее убедительные доказательства из всех методов светотерапии. Фотодинамической терапией называют процедуру при которой сразу после нанесения на кожу сенсибилизирующего вещества, такого как аминолевулиновая кислота или метиламинолевулинат, используется обычный свет. ФДТ лечит акне посредством различных форм света (например, синего или красного света), которые преимущественно воздействуют на пилосебацейный комплекс. Как только свет активирует сенсибилизирующее вещество, в коже образуются свободные радикалы и активные формы кислорода, которые целенаправленно повреждают сальные железы и убивают бактерии C. acnes. Для лечения акне использовалось множество различных типов неаблятивных лазеров (то есть лазеры, которые не испаряют верхний слой кожи, а скорее вызывают физиологический ответ кожи на свет), в том числе те, которые используют инфракрасные волны света. Аблятивные лазеры (такие как CO2 и фракционные) также использовались для лечения активного акне и шрамов. Когда используются аблятивные лазеры, лечение часто называют лазерной шлифовкой, потому что, как упоминалось ранее, все верхние слои кожи испаряются. Аблятивные лазеры связаны с более высокой частотой побочных эффектов по сравнению с неаблятивными лазерами, примерами которых являются поствоспалительная гиперпигментация, стойкое покраснение лица и стойкая боль. Считается, что физиологически, определенные длины волн света, используемые вместе с химическими веществами местного действия или без них, убивают бактерии и уменьшают размер и активность желез, вырабатывающих кожный жир. Недостатки световой терапии могут включать ее стоимость, необходимость многократных посещений, время, необходимое для завершения процедур(ы), и боль, связанную с некоторыми методами лечения. Типичные побочные эффекты включают шелушение кожи, временное покраснение кожи, отек и поствоспалительную гиперпигментацию.
Дермабразия — это эффективная терапевтическая процедура для уменьшения появления поверхностных атрофических boxcar и rolling рубцов. Ice-pick рубцы плохо поддаются лечению дермабразией из-за их глубины. Процедура болезненна и имеет множество потенциальных побочных эффектов, таких как чувствительность кожи к солнечному свету, покраснение и снижение пигментации кожи. Дермабразия перестала быть популярной с появлением лазерной шлифовки. В отличие от дермабразии нет никаких доказательств того, что микродермабразия является эффективным средством лечения акне.
Кожные или подкожные филлеры — это вещества, вводимые в кожу для улучшения внешнего вида рубцов от акне. Филлеры используются для увеличения естественного производства коллагена в коже, увеличения объема кожи и уменьшения глубины рубцов от акне. Примеры филлеров, используемых для этой цели, включают гиалуроновую кислоту; микросферы из полиметилметакрилата с коллагеном; производные человеческого и бычьего коллагена, а также жир, полученный из собственного тела человека (аутотрансферный перенос жира).
Микронидлинг — это процедура, при которой инструмент с несколькими рядами крошечных игл катится по коже, чтобы вызвать реакцию заживления ран и стимулировать выработку коллагена, чтобы уменьшить появление атрофических рубцов от акне у людей с более тёмным цветом кожи. Заметные побочные эффекты микронидлинга включают поствоспалительную гиперпигментацию и рубцевание, описываемое как дискретные слегка приподнятые рубцы с линейным распределением. Считается, что последнее в первую очередь связано с неправильной техникой, выполненной врачом, включая использование чрезмерного давления или несоответствующих размеров игл.
Субцизия эффективна для лечения поверхностных атрофических рубцов от акне и представляет собой использование небольшой иглы для ослабления фиброзных спаек, которые является причиной вдавленного внешнего вида рубца.
Химический пилинг может быть использован для уменьшения проявления рубцов от акне. Мягкие пилинги включают в себя те, в которых используется гликолевая кислота, молочная кислота, салициловая кислота, раствор Джесснера или трихлоруксусная кислота с более низкой концентрацией (20 %). Эти пилинги воздействуют только на эпидермальный слой кожи и могут быть эффективны при лечении поверхностных рубцов от акне, а также при изменении пигментации кожи от воспалительного акне. Более высокие концентрации трихлоруксусной кислоты (30-40 %) считаются средними пилингами и воздействуют на кожу в глубину до сосочкового слоя дермы. Составы трихлоруксусной кислоты с концентрацией 50 % и более считаются глубокими химическими пилингами. Средний и глубокий химические пилинги более эффективны при глубоких атрофических рубцах, но с большей вероятностью может вызвать побочные эффекты, такие как изменения пигментации кожи, инфекции и небольшие белые поверхностные кисты, известные как милиумы.

#### Нетрадиционная медицина
Исследователи изучают дополнительные методы лечения людей с акне. Доказательства низкого качества предполагают, что местное применение масла чайного дерева или пчелиного яда может уменьшить общее количество кожных повреждений у людей с акне. Масло чайного дерева примерно так же эффективно, как бензоилпероксид или салициловая кислота, но может вызвать аллергический контактный дерматит. Предлагаемые механизмы противоугревого действия масла чайного дерева включают антибактериальное действие против C. acnes и противовоспалительные свойства. Многие другие препараты на основе растений продемонстрировали положительный эффект против акне (например, базиликовое масло и олигосахариды из морских водорослей); тем не менее, лишь несколько хорошо проведенных исследований изучали их использование для этой цели. Отсутствуют качественные доказательства использования акупунктуры, фитотерапии или медицинских банок при акне.

#### Самостоятельное лечение
Доступно множество безрецептурных средств во многих формах, которые часто называют космецевтиками. Некоторые виды макияжа могут быть эффективны для маскировки акне. Тем, у кого жирная кожа, часто предпочтительны средства на водной основе.

## Прогноз
Акне обычно проходит к 20 годам, но может сохраняться и в зрелом возрасте. Может возникнуть постоянное физическое рубцевание. Существуют убедительные доказательства в поддержку идеи о том, что акне и связанные с ними рубцы негативно влияют на психологическое состояние человека, ухудшают настроение, снижают самооценку и связаны с более высоким риском тревожных расстройств, депрессии и суицидальных мыслей. Ещё одно психологическое осложнение обыкновенного акне — acne excoriée, которое возникает, когда человек постоянно выдавливает и чешет угри, независимо от степени тяжести акне. Это может привести к значительным рубцам, изменениям пигментации кожи пострадавшего человека и циклическому усилению беспокойства пострадавшего по поводу своей внешности. Редкие осложнения от акне или его лечения включают образование пиогенных гранулем, остеомы кожи и акне с отёком лица. Некоторые представители медицинского сообщества рекомендуют раннее и агрессивное лечение акне, чтобы снизить вероятность таких неблагоприятных исходов.

## Эпидемиология
По состоянию на 2010 год во всём мире акне затронуло около 650 миллионов человек, или около 9,4 % населения. Оно поражает почти 90 % людей в западных обществах в подростковом возрасте, но может возникать до подросткового возраста и может сохраняться в зрелом возрасте. Хотя акне, которое впервые появляется в возрасте от 21 до 25 лет, встречаются редко, им страдают 54 % женщин и 40 % мужчин старше 25 лет, а показатель распространённости составляет 85 %. Около 20 % больных имеют средние или тяжёлые случаи заболевания. Заболевание несколько чаще встречается у женщин, чем у мужчин (9,8 % против 9,0 %). Среди лиц старше 40 лет проблемы по-прежнему имеют 1 % мужчин и 5 % женщин.
В сельских обществах распространенность ниже. Хотя некоторые исследования показали, что акне поражает людей всех этнических групп, у невестернизированных народов Папуа — Новой Гвинеи и Парагвая акне может не возникать. Акне поражает 40-50 миллионов человек в США (16 %) и приблизительно 3-5 миллионов в Австралии (23 %). Тяжёлые формы акне чаще встречаются у людей европеидного или индейского происхождения, чем у людей африканского происхождения.

## История

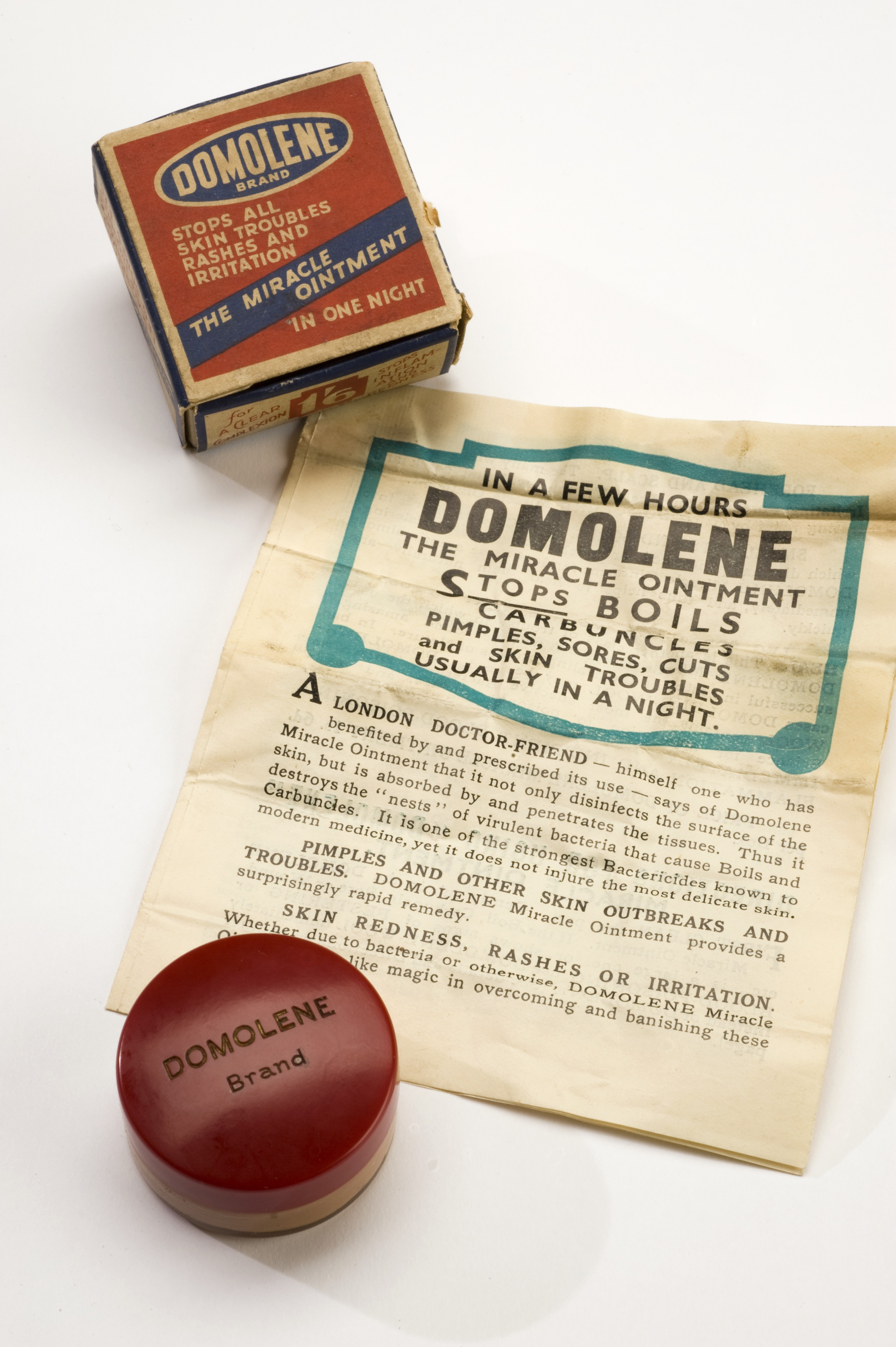
Мазь Домолен, лекарство середины 1900-х годов, которое, как утверждалось, лечило акне

Исторические записи указывают на то, что у фараонов были случаи появления акне, что может быть самым ранним известным упоминанием об этой болезни. Использование серы в качестве местного средства от акне восходит к временам правления Клеопатры (69-30 гг. до н. э.). Греческий врач шестого века Аэций из Амиды, как сообщается, ввел термин «ionthos» (ίονθωξ,) или «acnae», который, по-видимому, относится к повреждениям кожи лица, возникающим в «апогей жизни» (половое созревание).
В 16 веке французский врач и ботаник Франсуа Буассье де Соваж де Лакруа дал одно из ранних описаний акне. Он использовал термин «psydracia achne» для описания маленьких, красных и твёрдых бугорков, которые изменяли внешний вид человека в подростковом возрасте и не вызывали зуда и боли.
Распознавание и характеристика акне продвинулись вперёд в 1776 году, когда Йозеф Пленк (австрийский врач) опубликовал книгу, в которой предложил новую концепцию классификации кожных заболеваний по их элементарным (начальным) поражениям. В 1808 году английский дерматолог Роберт Виллан усовершенствовал работу Пленка, предоставив первые подробные описания нескольких кожных заболеваний с использованием морфологической терминологии, которая используется сегодня. Томас Бейтман продолжил и расширил работу Роберта Виллана, будучи его учеником, и предоставил первые описания и иллюстрации акне, признанные современными дерматологами как точные. Эразм Уилсон в 1842 году первым начал различать вульгарное акне и розацеа. Первая профессиональная медицинская монография, целиком посвященная акне, была написана Люциусом Дунканом Балкли и опубликована в Нью-Йорке в 1885 году.
Учёные первоначально предполагали, что акне представляет собой заболевание волосяного фолликула кожи и возникает из-за закупорки поры кожным салом. В 1880-х годах они наблюдали бактерии под микроскопом в образцах кожи людей с акне. Исследователи полагали, что бактерии вызывают комедоны, выработку кожного сала и, в конечном итоге, акне. В середине двадцатого века дерматологи поняли, что ни один из предполагаемых факторов (кожный жир, бактерии или избыток кератина) полностью не объясняет болезнь в целом. Это привело к нынешнему пониманию того, что акне можно объяснить последовательностью связанных событий, начиная с закупорки кожного фолликула чрезмерным количеством омертвевших клеток кожи, за которым следует бактериальная инвазия поры волосяного фолликула, изменения выработки кожного сала и воспаление.
Подход к лечению акне претерпел значительные изменения в течение двадцатого века. Ретиноиды стали лекарством от акне в 1943 году. Бензоилпероксид был впервые предложен в качестве средства лечения в 1958 году и остается основным средством лечения акне. Открытие пероральных тетрациклиновых антибиотиков (таких как миноциклин) изменило лечение акне в 1950-х годах. Это укрепило идею дерматологов о том, что рост бактерий на коже играет важную роль в возникновении акне. Впоследствии, в 1970-х годах, было обнаружено, что третиноин (оригинальное торговое название Retin A) оказался эффективным средством лечения. Разработка перорального изотретиноина (продаваемого как Аккутан и Роаккутан) последовала в 1980 году. После его появления в США учёные определили изотретиноин как лекарство, которое с высокой вероятностью может вызвать врождённые дефекты, если его принимать во время беременности. В Соединённых Штатах более 2000 женщин забеременели во время приема изотретиноина в период с 1982 по 2003 год, причём большинство беременностей закончилось абортом или выкидышем. Около 160 детей родились с врождёнными дефектами из-за использования изотретиноина матерью во время беременности.
Лечение акне с помощью местного применения измельченного сухого льда, известного как cryoslush, было впервые описано в 1907 году, но в настоящее время широко не применяется. До 1960 года использование рентгеновских лучей также было распространённым методом лечения.

## Общество и культура
Затраты и социальные последствия акне значительны. В Соединённых Штатах Америки более 5 миллионов посещений врача приходится на обращения по поводу обыкновенного акне, а прямые затраты ежегодно составляют более 2,5 миллиардов долларов США. В Великобритании на обыкновенное акне приходится 3,5 миллиона посещений врача в год. Продажи десяти ведущих брендов средств лечения акне в США в 2019 году составили 363 миллиона долларов.
Распространены неправильные представления о причинах и отягчающих факторах акне, и общество часто обвиняет людей с акне в том, что те сами виноваты в заболевании. Такие обвинения могут ухудшить чувство собственного достоинства пострадавшего. До XX века даже дерматологи считали, что в список причин акне входят чрезмерные сексуальные мысли и мастурбация. Связь дерматологии с инфекциями, передаваемыми половым путем, особенно сифилисом, способствовала стигматизации.
Обыкновенное акне и возникающие в результате рубцы связаны со значительными социальными и академическими трудностями, которые могут сохраняться и во взрослой жизни. Во время Великой депрессии дерматологи обнаружили, что молодые люди с акне испытывали трудности с устройством на работу. До 1930-х годов многие люди считали акне тривиальной проблемой среди девочек из среднего класса, потому что, в отличие от оспы и туберкулеза, от них никто не умирает; и женской проблемой, потому что мальчики гораздо реже обращались за медицинской помощью. Во время Второй мировой войны у некоторых солдат, живших в тропическом климате, на теле появлялось такое серьёзное и обширное акне, что они признавались непригодными для работы по медицинским показаниям.

## Исследование
В настоящее время предпринимаются попытки лучше понять механизмы выработки кожного сала. Это исследование направлено на разработку лекарств, которые воздействуют на гормоны, которые, как известно, увеличивают выработку кожного сала (например, IGF-1 и гормон, стимулирующий альфа-меланоциты). Другие препараты, снижающие уровень кожного сала, такие как местные антиандрогены, модуляторы рецепторов, активируемых пероксисомным пролифератором, и ингибиторы фермента стеароил-КоА-десатуразы-1, также являются объектом исследований. Частицы, которые выделяют оксид азота в кожу для уменьшения воспаления кожи, вызванного C. acnes и иммунной системой, показали многообещающие улучшения в отношении акне в ранних клинических испытаниях. Другое направление ранних исследований сосредоточено на том, как наилучшим образом использовать лазерную и световую терапию для избирательного уничтожения вырабатывающих кожный жир желез в волосяных фолликулах кожи, чтобы уменьшить выработку кожного сала и улучшить внешний вид кожи.
Использование антимикробных пептидов против C. acnes изучается в качестве лечения акне для преодоления устойчивости к антибиотикам. В 2007 году учёные сообщили о первом секвенировании генома бактериофага C. acnes (PA6). Авторы предложили применить это исследование для разработки терапии бактериофагами в качестве лечения акне для преодоления проблем, связанных с длительным использованием антибиотиков. Пробиотики для перорального и местного применения проходят оценку в качестве средств лечения акне. Пробиотики могут оказывать терапевтическое действие на людей, страдающих акне, благодаря их способности уменьшать воспаление кожи и улучшать влажность кожи за счет увеличения содержания церамидов в коже. По состоянию на 2014 год сведения о влиянии пробиотиков на акне у людей были ограниченными.
Снижение уровня ретиноевой кислоты в коже может способствовать образованию комедонов. Исследователи изучают методы увеличения выработки ретиноевой кислоты кожей для устранения этого дефицита. Вакцина против воспалительного акне показала многообещающие результаты у мышей и людей. Некоторые эксперты выразили обеспокоенность по поводу создания вакцины, предназначенной для нейтрализации стабильного сообщества нормальных кожных бактерий, которые, как известно, защищают кожу от колонизации более вредными микроорганизмами.

## Животные
Акне может возникнуть у кошек, собак и лошадей.

### Комментарии
1. ↑  Категория беременности относится к оценке риска вредного воздействия вещества на плод, если оно используется матерью во время беременности.[156]